# Masrur Barzani

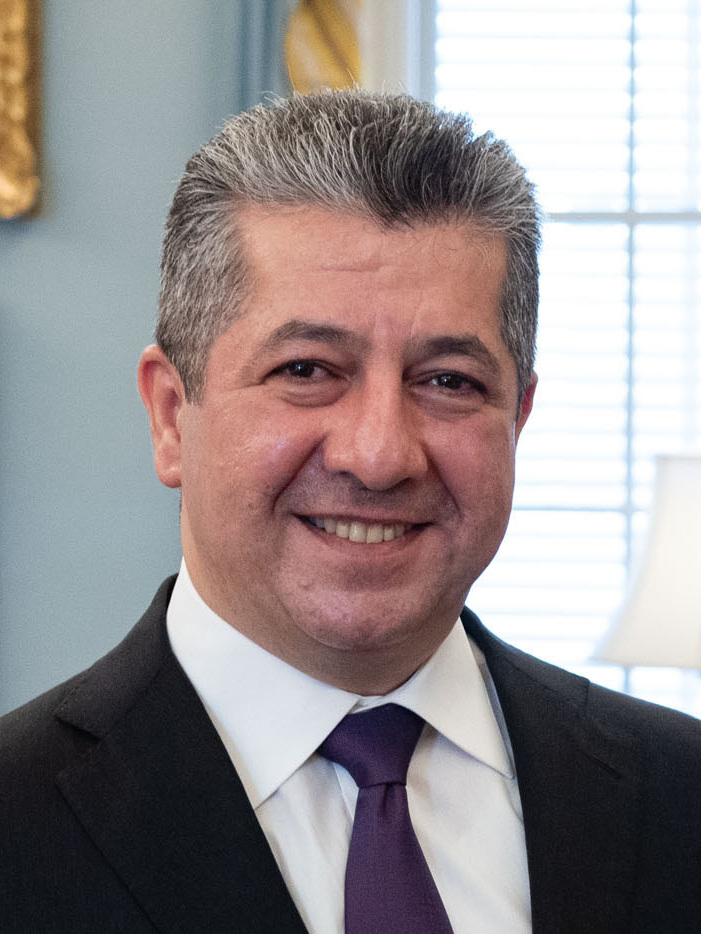
Masrur Barzani

Masrur Barzani (kurdisch مەسروور بارزانی Mesrûr Barzanî; arabisch مسرور بارزاني, DMG Masrūr Bārizānī; * 2. März 1969 in Choman, Gouvernement Erbil), auch Masrour Barzani, ist ein kurdisch-irakischer Politiker. Er ist Mitglied der Demokratischen Partei Kurdistans (PDK) und ehemaliger Kämpfer der Peschmerga. Seit dem 10. Juli 2019 ist er Premierminister der Autonomen Region Kurdistan.

## Leben
Barzani wurde in eine lokal einflussreiche Familie geboren. Sein Vater Masud Barzani sollte später von 2005 bis 2017 Präsident der Autonomen Region Kurdistan werden. Er schloss sich 1985 im Alter von 16 Jahren den kurdischen Widerstandskämpfern an, welche als Peschmerga bekannt sind. Er nahm 1988 aktiv an der Schlacht von Khwakurk gegen Saddam Husseins Armee teil. Er beteiligte sich auch 1991 am Aufstand gegen Saddam Hussein nach dem zweiten Golfkrieg, der mit Giftgas niedergeschlagen wurde. Seine Schulzeit verbrachte er im Iran.
Nachdem er 1992 die Wiederherstellung des Friedens in der Region erlebt hatte, reiste er für ein Jahr nach London, um Englisch zu lernen. Nachdem er dies erfolgreich abgeschlossen hatte, erhielt er einen Bachelor mit Auszeichnung in International Studies von der American University in Washington, D.C. Hier wirkte er außerdem als Lobbyist für die Sache der Kurden in den Vereinigten Staaten.
1998 kehrte er in die Region Kurdistan zurück und wurde vom 12. Kongress der PDK in das Zentralkomitee gewählt. Später im selben Jahr wurde er Teil der Führung der Demokratischen Partei Kurdistans, bevor er zum Generaldirektor des Schutz- und Geheimdienstes ernannt wurde. 2010 wurde er als ein Politbüromitglied der PDK ausgewählt. 2012 wurde er von seinem Vater, dem Präsidenten der Region Kurdistan, Masoud Barzani, zum Kanzler des Sicherheitsrates der Region Kurdistan ernannt, um die Sicherheit der Region, den militärischen Geheimdienst und die bestehenden Geheimdienste zu überwachen. Der Sicherheitsrat spielte später unter seiner Leitung eine wichtige Rolle im Kampf der Kurden gegen den Islamischen Staat.
Am 10. Juli 2019 wurde er mit 88 Stimmen von 97 Gesetzgebern des kurdischen Parlaments als Premierminister der Regionalregierung Kurdistans vereidigt.

## Positionen
In einem Artikel, den er 2016 für die Washington Post schrieb, sprach er sich für die Unabhängigkeit bzw. ein Unabhängigkeitsreferendum der Kurdengebiete im Irak aus.

## Persönliches
Barzani ist verheiratet und hat vier Kinder, drei Söhne und eine Tochter. Er spricht fließend Kurdisch, Persisch und Englisch sowie Arabisch.